# Eaux dormantes
Pour les articles homonymes, voir Eau dormante et Dark Water.
Pour plus de détails, voir Fiche technique et Distribution.
Eaux dormantes, également connu sous le titre Le Mystère de la villa grise (titre original : Dark Waters), est un film américain réalisé par André de Toth et sorti en 1944.

## Synopsis
Leslie Calvin est une des rares rescapées d'une collision entre un navire et un sous-marin. Au cours du naufrage, son père et sa mère sont morts. Seule au monde, traumatisée par cette tragédie, elle sent sa raison vaciller. Le docteur qui la soigne parvient à apprendre qu'il lui reste comme famille la sœur de sa mère, mariée à Norbert Lamont. Mais Leslie ne les a jamais vus. L'oncle et la tante acceptent cependant d'accueillir la jeune fille dans leur grande propriété. À la gare, pourtant, personne n'est venu la chercher. Elle fait la connaissance du Dr George Grover qui la conduit dans la somptueuse demeure des Lamont.  
La maison semble régentée par un certain M. Sydney et son compagnon Cleeve. Durant la nuit, Leslie croit entendre des voix qui l'appellent. Un jour, elle découvre dans les bayous le cadavre de Pearson, un Noir avec lequel elle s'était liée d'amitié. Enfin, durant l'une de leurs conversations, sa tante lui dit combien sa mère était belle et comme elle dansait merveilleusement durant les bals où elles étaient invitées. Or, la mère de Leslie était invalide depuis sa naissance.  
Peu à peu, l'étau se resserre autour de la jeune femme. 

## Fiche technique
- Titre français : Eaux dormantes ou Eaux troubles ou Le Mystère de la villa grise[1]
- Titre original : Dark Waters
- Réalisation : André de Toth
- Scénario : Joan Harrison, John Huston  (non crédité), d'après une histoire de Francis M. Cockrell et Marian B. Cockrell
- Photographie : Archie Stout, John J. Mescall
- Montage : James Smith
- Musique : Miklós Rózsa
- Décors : Maurice Yates
- Société de production : Benedict Bogeaus Productions
- Société de distribution : United Artists
- Format : Noir et blanc — 35 mm — 1,37:1 — Son : Mono
- Genre : Film dramatique, Thriller, Film noir
- Durée : 90 min
- Dates de sortie : 
  - États-Unis : 21 novembre 1944
  - France : 5 septembre 1952[1]

## Distribution
- Merle Oberon : Leslie Calvin
- Franchot Tone : Dr George Grover
- Thomas Mitchell : Mr. Sydney
- Fay Bainter : Emily Lamont
- Elisha Cook Jr. : Cleeve
- John Qualen : Norbert Lamont
- Rex Ingram : Pearson Jackson
- Nina Mae McKinney : Florella
- Odette Myrtil : Mme Boudreaux
- Eugene Borden : Mr. Boudreaux
- Alan Napier : le docteur
- Gigi Perreau (non créditée) : une petite fille